# Euclides da Cunha FM
A Euclides da Cunha FM é uma emissora de rádio brasileira sediada em Euclides da Cunha, cidade do estado da Bahia. Opera no dial FM, na frequência 91.1 MHz.

## História[1]
A Rádio Cidade Euclides da Cunha FM foi criada em 2 de janeiro de 1986 e só foi inaugurada em 8 de dezembro de 1990, preenchendo um espaço vazio de emissoras em FM no município Euclides da Cunha, ao mesmo tempo, proporcionando um canal de comunicação entre os diversos segmentos da sociedade.
Fundada por um grupo de dez sócios, a Emissora opera desde o início através da frequência 91.1, sempre foi e continua pioneira nesta cidade e região circunvizinha, desde a fundação, vem realizando um trabalho sério visando continuamente a satisfação de seus ouvintes que diariamente acompanham a grade de programação.
Ao longo desses anos, a emissora recebeu diversos prêmios por sua linha de trabalho diferenciada.
O sócio administrador, Ranulfo de Abreu Campos, que está desde o início à frente dessa iniciativa brilhante, contou como surgiu a oportunidade de colocar em prática a ideia de montar uma emissora na cidade: Lendo uma edição do jornal A Tarde no final do ano de 1985, mais precisamente na coluna destinada a divulgar atos administrativos do Governo Federal, deparei-me com um anúncio de edital disponibilizando duas emissoras de rádio para Euclides da Cunha, imediatamente procurei alguns amigos a fim de que pudéssemos participar da concorrência. Dessa forma, então, iniciamos o processo com algumas reuniões, na verdade umas quatro reuniões, inicialmente, com um grupo de 25 pessoas. No entanto, no fim do processo de criação, nos limitamos apenas em dez sócios. Foram eles: Atayde José da Silva, Renilson de Abreu Campos, José Renato Abreu de Campos, Dinalva Lívio Abreu de Campos, José Dantas Lima, Tiago Ferreira de Carvalho, Luiz Agres de Carvalho, Humberto Freire, José Nunes Soares e eu Ranulfo de Abreu Campos.
Após esses anos de existência, temos o seguinte quadro societário: Ranulfo de Abreu Campos, sócio majoritário e administrador, o Sr José Milton de Abreu e o Sr José Nunes Soares.
Ao longo de todos esses anos, a Rádio Cidade Euclides da Cunha FM tem contribuído de forma significativa para o desenvolvimento de toda região coberta pelas ondas da 91.1, sempre levando aos seus ouvintes, informação de qualidade, entretenimento, notícias locais, da região, do Brasil e do mundo e as melhores músicas.
Com o propósito de melhorar cada vez mais a qualidade dos serviços, a emissora tem feito investimentos constantemente em tecnologias de ponta para acompanhar a evolução e oferecer sempre aos seus clientes, anunciantes e ouvintes, os melhores conteúdos que uma emissora possa oferecer.
Nesses últimos anos, a emissora investiu, principalmente, em equipamentos que aumentam a cobertura e melhoram a qualidade de áudio, bem como, implantou sistema de vídeo no estúdio, onde toda programação é transmitida em áudio e vídeo, em tempo real, através do site, que é hoje, uma das melhores plataformas de informação e entretenimento da região nordeste do Estado da Bahia.
Hoje a emissora está entre as 15 Rádios mais acessadas do Estado da Bahia e em Euclides da Cunha, ocupa o primeiro lugar, chegando a atingir 90% da audiência local, segundo pesquisas de institutos renomados, com um índice de satisfação muito alto dos seus ouvintes, que sempre estão participando e declarando todo carinho por essa emissora que é a cara da Bahia.
A Rádio Cidade Euclides da Cunha FM, é uma emissora que tem muito zelo pelos seus ouvintes e clientes e por ter essa consciência, sempre prezou pelos princípios morais e pelos bons costumes de uma região que é rica em cultura e diversidade, devido a este zelo, tem sido um meio de comunicação pacífico entre o Estado e a Sociedade, preocupada com a responsabilidade da gestão pública, fazendo valer a sua função social, não só para pacificar os conflitos, mas também para buscar soluções que melhorem a qualidade de vida das pessoas de toda região.
A equipe de colaboradores é treinada e está sempre comprometida para apresentar os melhores resultados e para isso buscamos meios de capacitação e conhecimento afim de melhorar os serviços oferecidos.
A programação musical é escolhida de forma bastante eclética, pois como somos uma emissora que temos diversos tipos de ouvintes, procuramos sempre estarmos musicalmente, atualizados para atender a cada pedido musical, a fim de estabelecer um relacionamento fiel e duradouro com os nossos ouvintes.
Em fevereiro de 2023, a Times Comunicação, empresa que promove um evento de avaliação comercial em Euclides da Cunha, elegeu a emissora como a melhor estação de rádio da cidade.

## Locutores
- Romualdo Matos
- Chico D'Oliveira
- Gabriela Mendes
- Nasi Brum
- José Mariano
- Jairo Veríssimo
- JD
- Andrey Gustavo
- Jota Neto